# Petra Marešová
Petra Marešová (* asi 1982 Hradec Králové) je česká ekonomka a vysokoškolská učitelka, od roku 2024 děkanka Fakulty informatiky a managementu Univerzity Hradec Králové (FIM UHK). 

## Životopis
Narodila se kolem roku 1982 v Hradci Králové. V roce 2004 absolvovala studium ekonomiky a managementu na Fakultě ekonomiky a managementu České zemědělské univerzity v Praze a získala bakalářský titul. Na téže fakultě poté získala ve stejném oboru v roce 2006 také inženýrský titul. Paralelně v letech 2001 až 2006 absolvovala magisterské studium učitelství matematiky a informatiky na Pedagogické fakultě Univerzity Hradec Králové a získala tak také magisterský titul. V roce 2010 získala titul Ph.D. po absolvování doktorského studia systémového inženýrství na Fakultě informatiky a managementu Univerzity Hradec Králové, konkrétně na její Katedře ekonomie. Během doktorského studia zároveň působila jako učitelka na zdravotnické škole v Hradci Králové. V roce 2011 začala na FIM UHK působit jako odborná asistentka, od září 2016 do června 2020 Katedru ekonomie sama vedla. V listopadu 2020 se stala spoluvlastníkem společnosti betthera.
V roce 2015 se na habilitovala v oboru ekonomika a management na Provozně ekonomické fakultě Mendelovy univerzity v Brně, v roce 2022 absolvovala profesorské řízení na Technické univerzitě v Liberci a v červnu 2023 byla prezidentem Petrem Pavlem jmenována profesorkou oboru podniková ekonomika a management. Od července 2020 do června 2024 působila Marešová jako prorektorka Univerzity Hradec Králové pro studium a kvalitu. V dubnu 2024 byla zvolena děkankou FIM UHK s účinností od července 2024. Ve funkci tak vystřídala Josefa Hynka. 
Petra Marešová je vdaná a má tři děti. Ve volném čase se věnuje cvičení nebo četbě knih. V rámci své odborné činnosti se věnuje zejména problematice mikroekonomie, podnikání, podnikové či odvětvové ekonomiky nebo zdravotnické ekonomie.